# Saison 2014 de l'équipe cycliste Roubaix Lille Métropole
La saison 2014 de l'équipe cycliste Roubaix Lille Métropole est la huitième de cette équipe.

## Préparation de la saison 2014

### Arrivées et départs
| Arrivées            | Équipe 2013        |
| ------------------- | ------------------ |
| Rudy Barbier        | Armée de Terre     |
| Timothy Dupont      | Ventilair-Steria   |
| Quentin Jauregui    | BKCP-Powerplus     |
| Jean-Lou Paiani     | Sojasun            |
| Romain Pillon       | ESEG Douai         |
| Baptiste Planckaert | Crelan-Euphony     |
| Jimmy Turgis        | CC Nogent-sur-Oise |
| Maxime Vantomme     | Crelan-Euphony     |

| Départs             | Équipe 2014               |
| ------------------- | ------------------------- |
| Matthieu Boulo      | Raleigh                   |
| Loïc Desriac        | GSC Blagnac Vélo Sport 31 |
| Morgan Kneisky      | Raleigh                   |
| Kévin Lalouette     | USSA Pavilly Barentin     |
| Maxime Le Montagner | BIC 2000                  |
| Cyrille Patoux      | VC Rouen 76               |
| Boris Zimine        | CC Étupes                 |

## Coureurs et encadrement technique

### Effectif

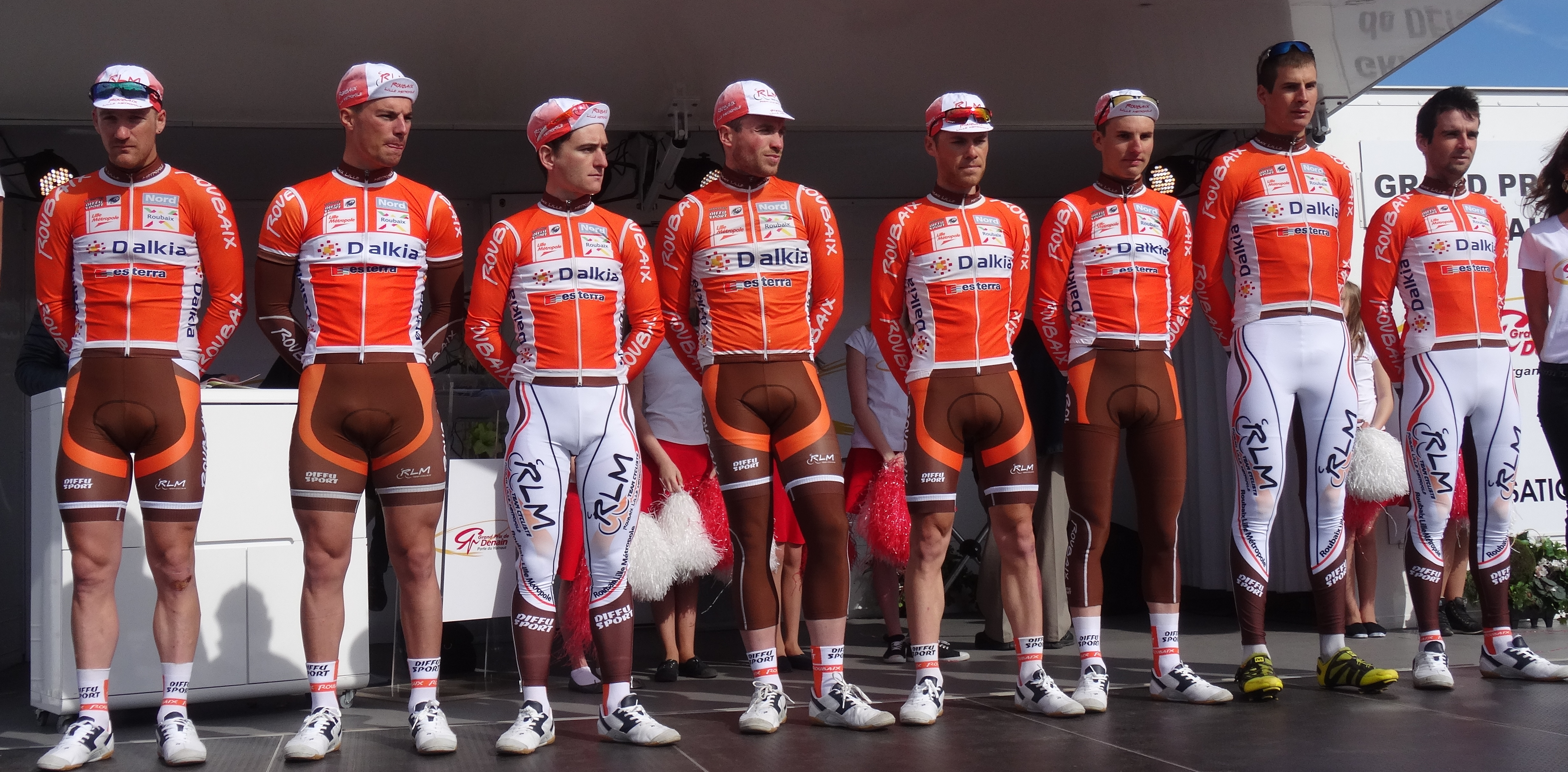
Timothy Dupont, Rudy Barbier, Rudy Kowalski, Romain Pillon, Maxime Vantomme, Quentin Jauregui, Jean-Lou Paiani et Baptiste Planckaert lors du Grand Prix de Denain 2014.

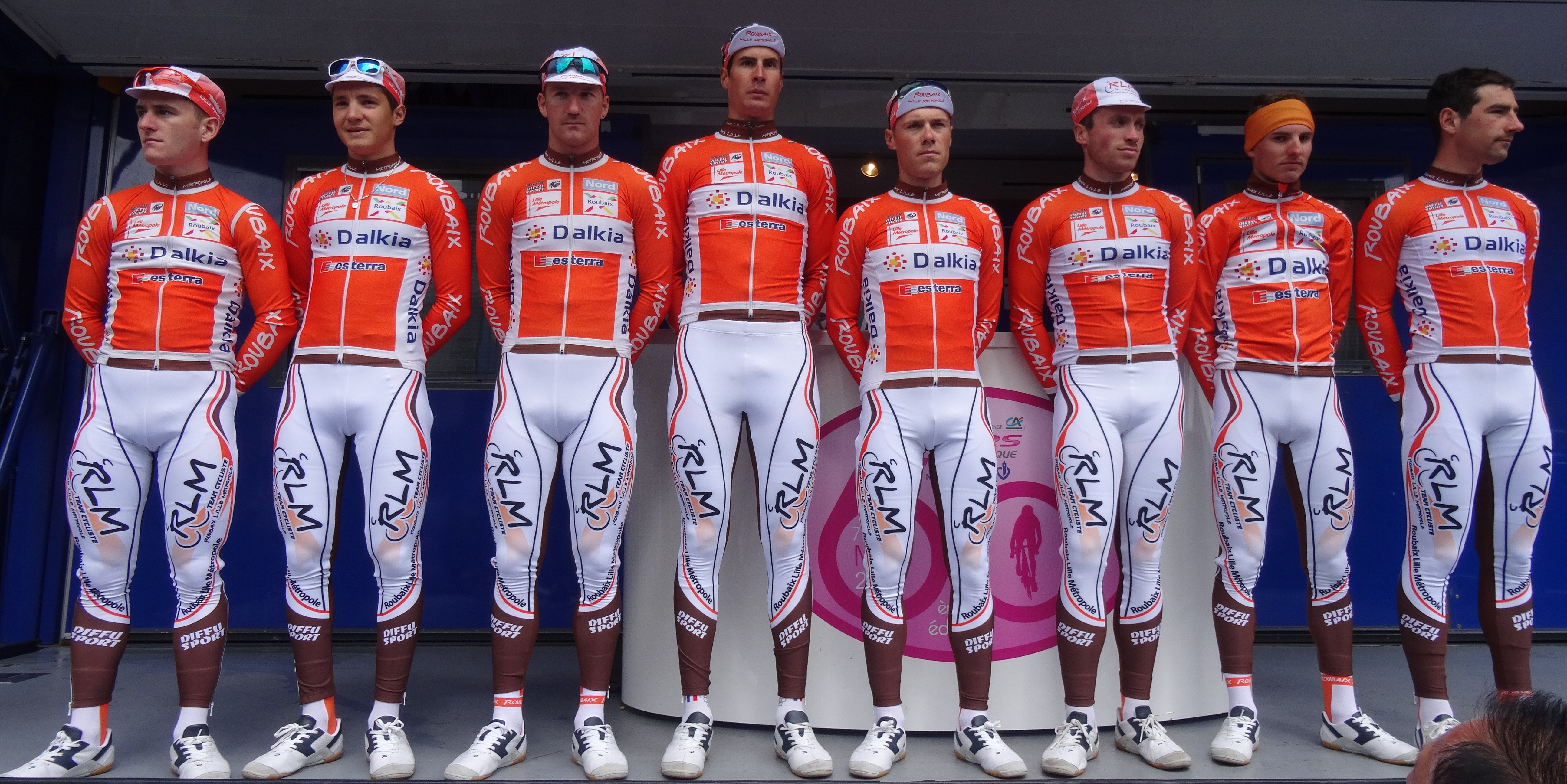
Rudy Kowalski, Jimmy Turgis, Timothy Dupont, Jean-Lou Paiani, Maxime Vantomme, Romain Pillon, Quentin Jauregui et Julien Duval lors des Quatre Jours de Dunkerque 2014.

| Cycliste            | Date de naissance | Nationalité | Équipe 2013             |
| ------------------- | ----------------- | ----------- | ----------------------- |
| Rudy Barbier        | 18 décembre 1992  | France      | Armée de Terre          |
| Timothy Dupont      | 1er novembre 1987 | Belgique    | Ventilair-Steria        |
| Julien Duval        | 27 mai 1990       | France      | Roubaix Lille Métropole |
| Quentin Jauregui    | 22 avril 1994     | France      | BKCP-Powerplus          |
| Rudy Kowalski       | 18 août 1990      | France      | Roubaix Lille Métropole |
| Jean-Lou Paiani     | 23 décembre 1988  | France      | Sojasun                 |
| Romain Pillon       | 22 septembre 1989 | France      | ESEG Douai              |
| Baptiste Planckaert | 28 septembre 1988 | Belgique    | Crelan-Euphony          |
| Jimmy Turgis        | 10 août 1991      | France      | CC Nogent-sur-Oise      |
| Maxime Vantomme     | 8 mars 1986       | Belgique    | Crelan-Euphony          |
| Franck Vermeulen    | 10 avril 1976     | France      | Roubaix Lille Métropole |
| Stagiaire           | Date de naissance | Nationalité | Équipe 2014             |
| Romain Le Roux      | 3 juillet 1992    | France      | Armée de Terre          |
| Jérémy Leveau       | 17 avril 1992     | France      | VC Rouen 76             |

Portraits
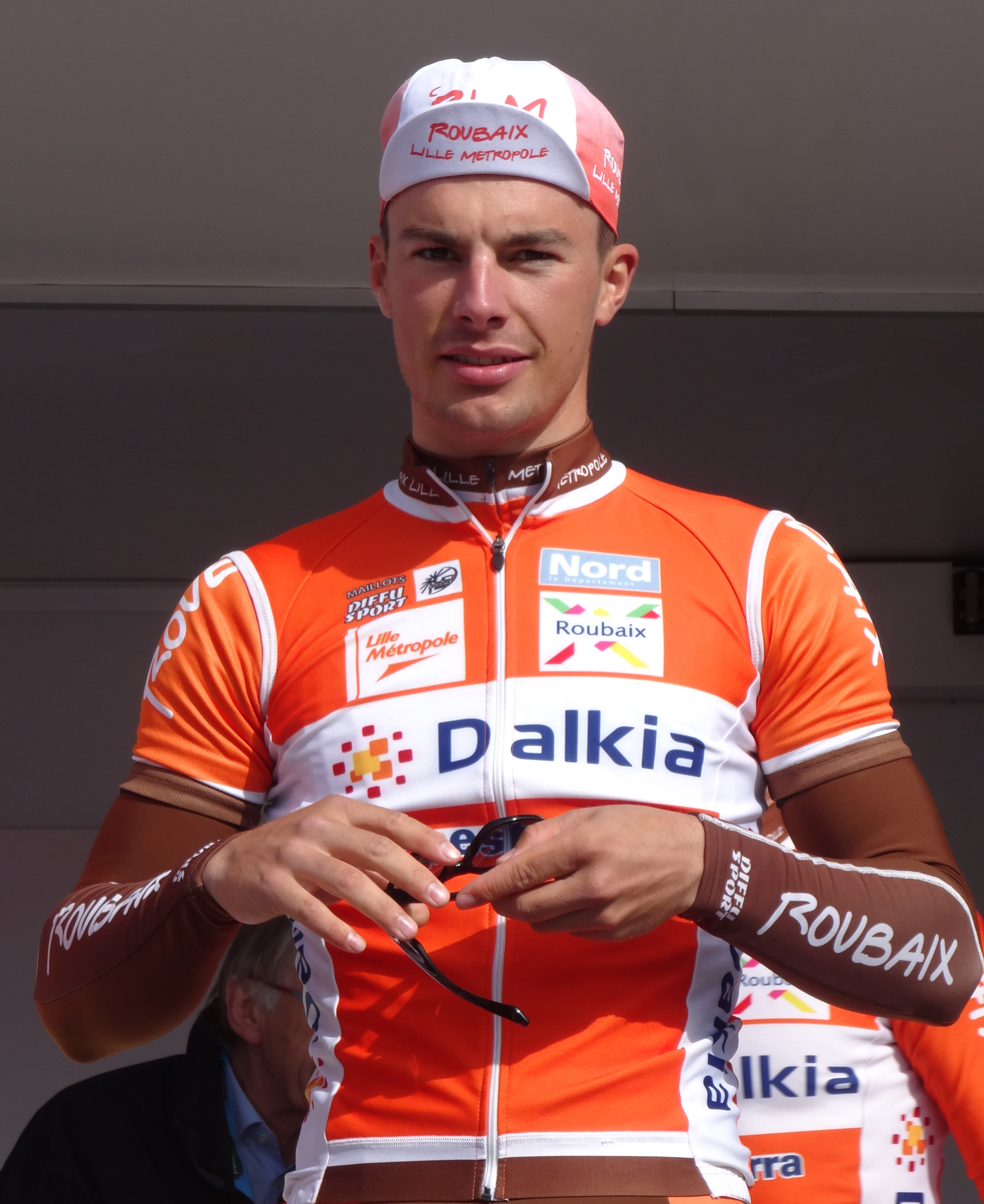
Rudy Barbier.
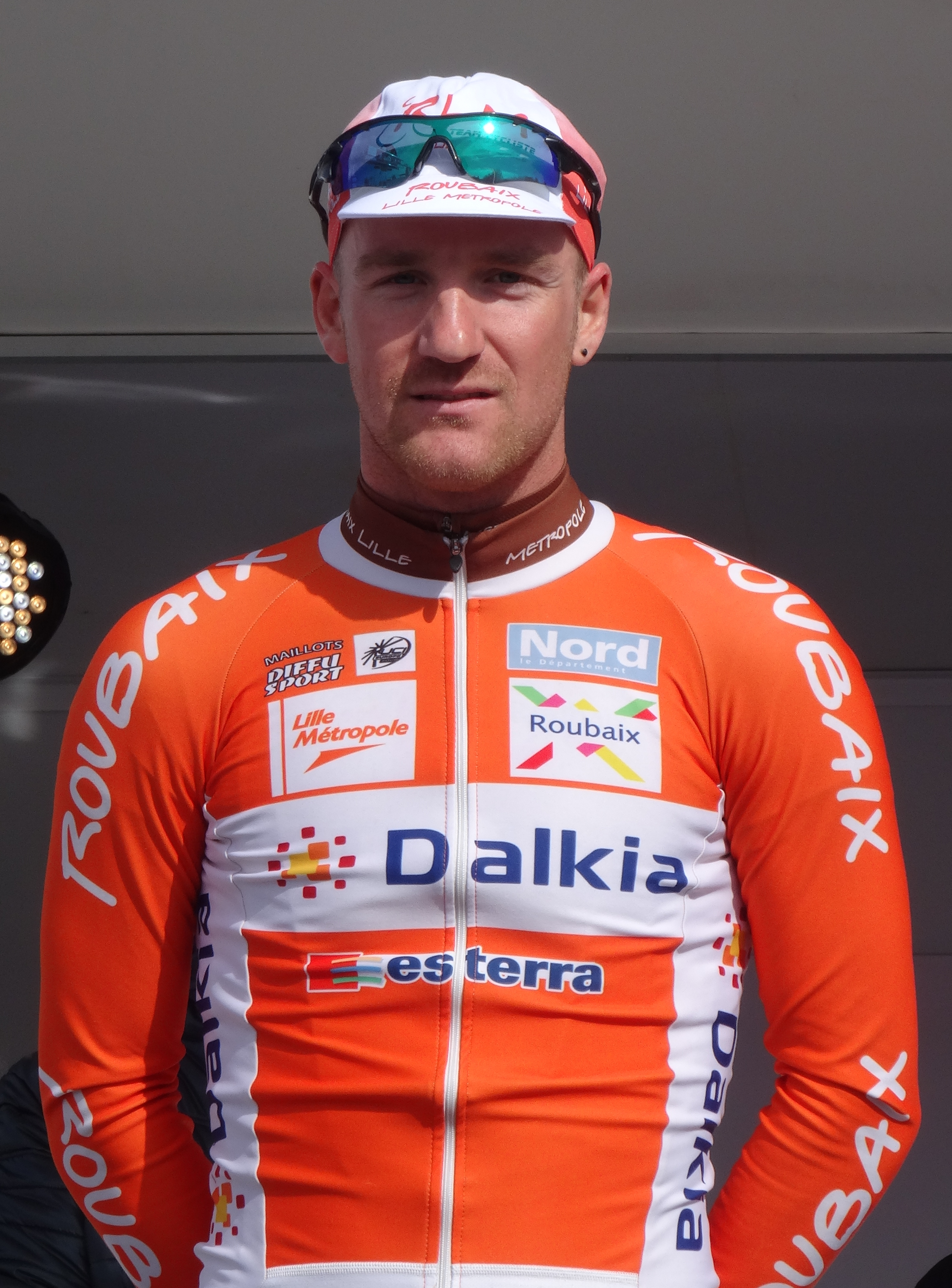
Timothy Dupont.
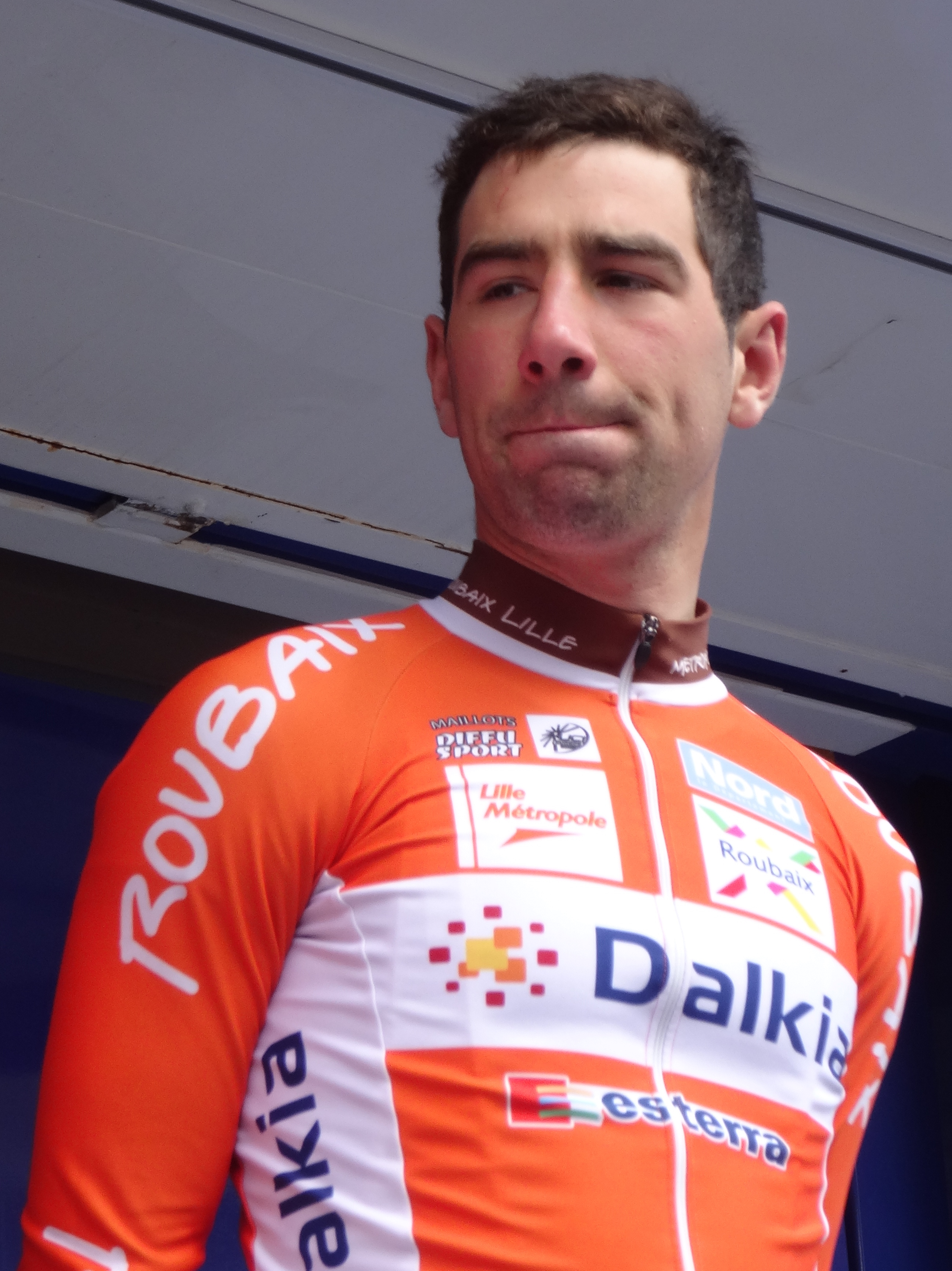
Julien Duval.
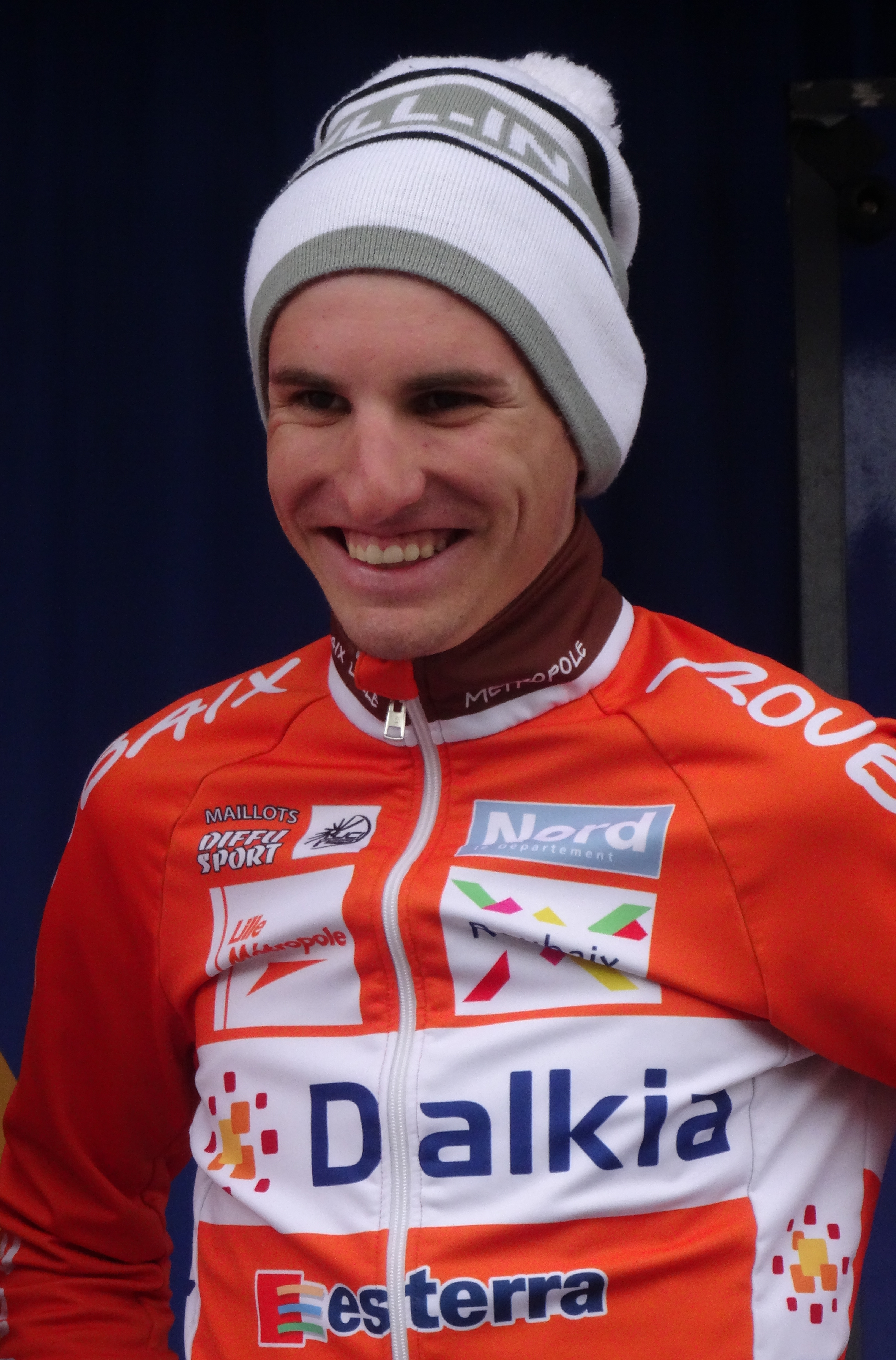
Quentin Jauregui.
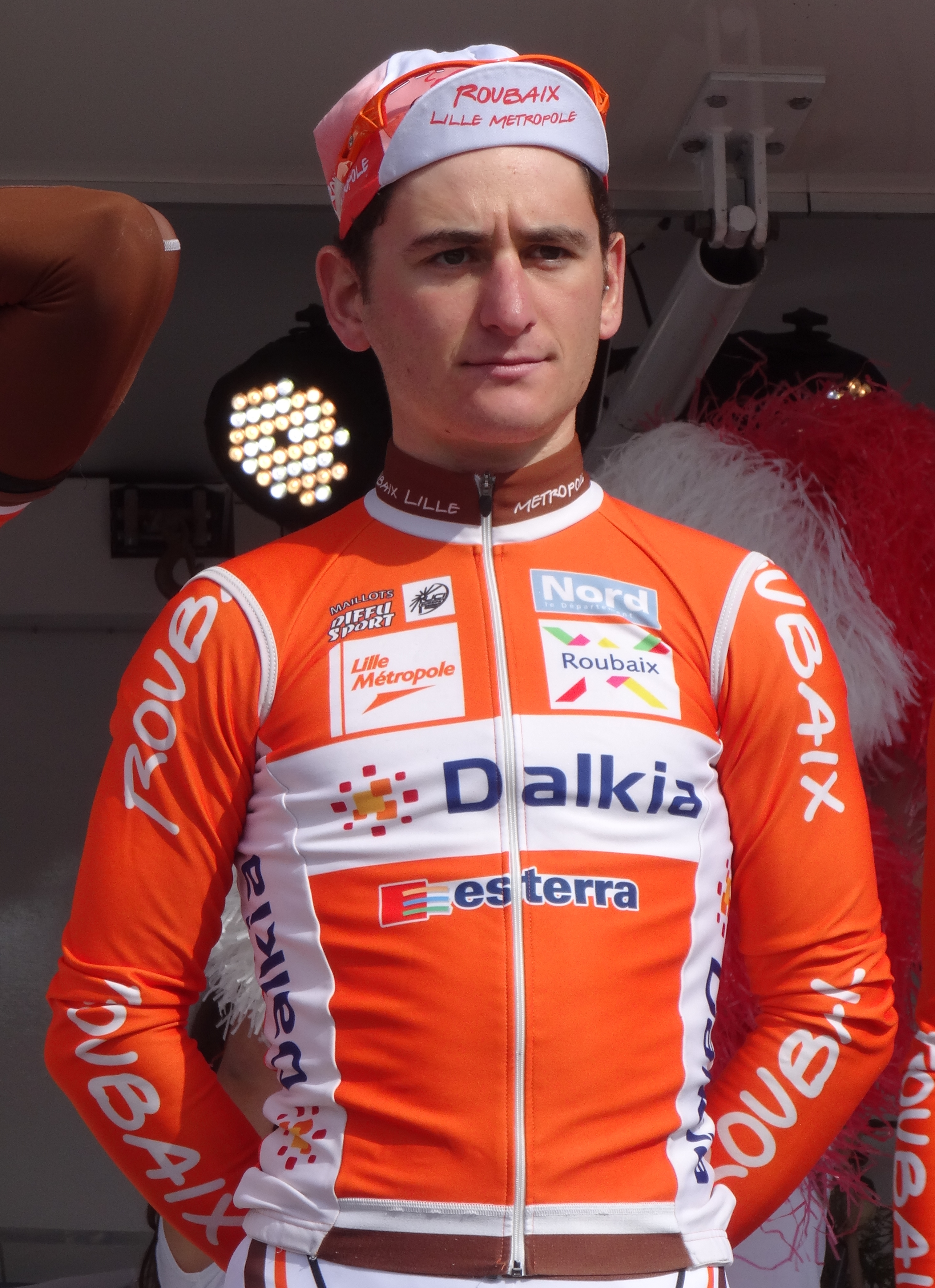
Rudy Kowalski.
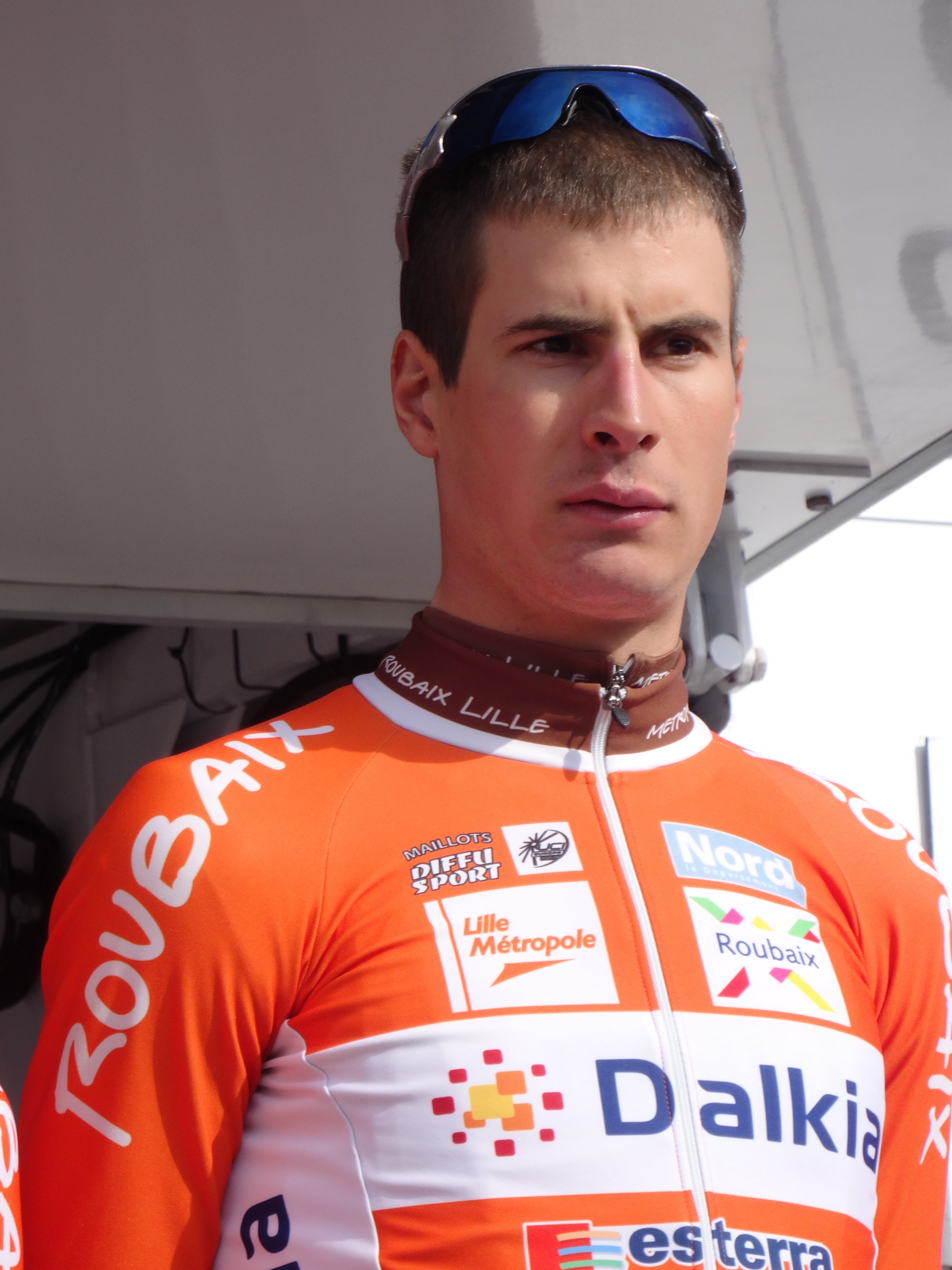
Jean-Lou Paiani.
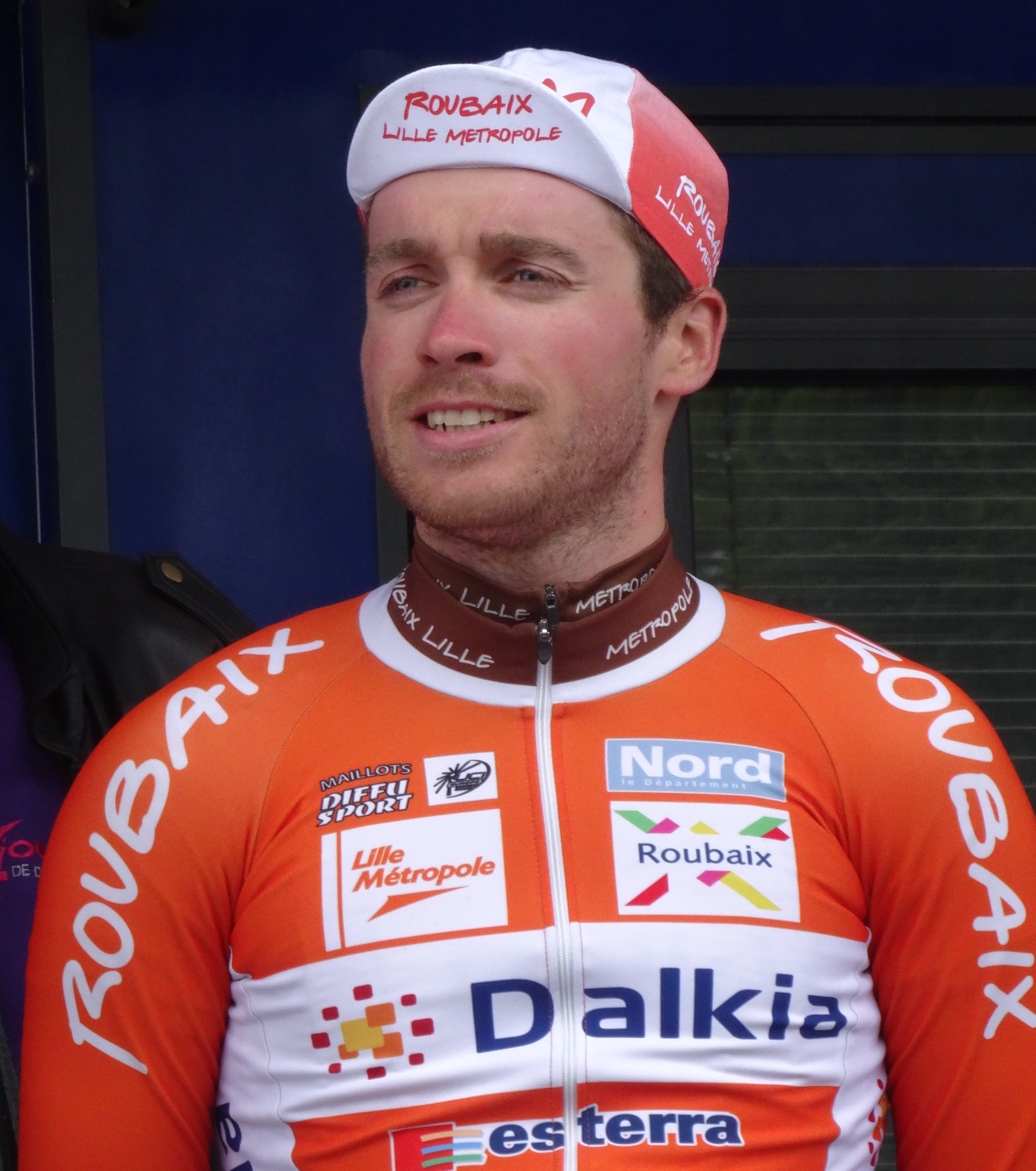
Romain Pillon.
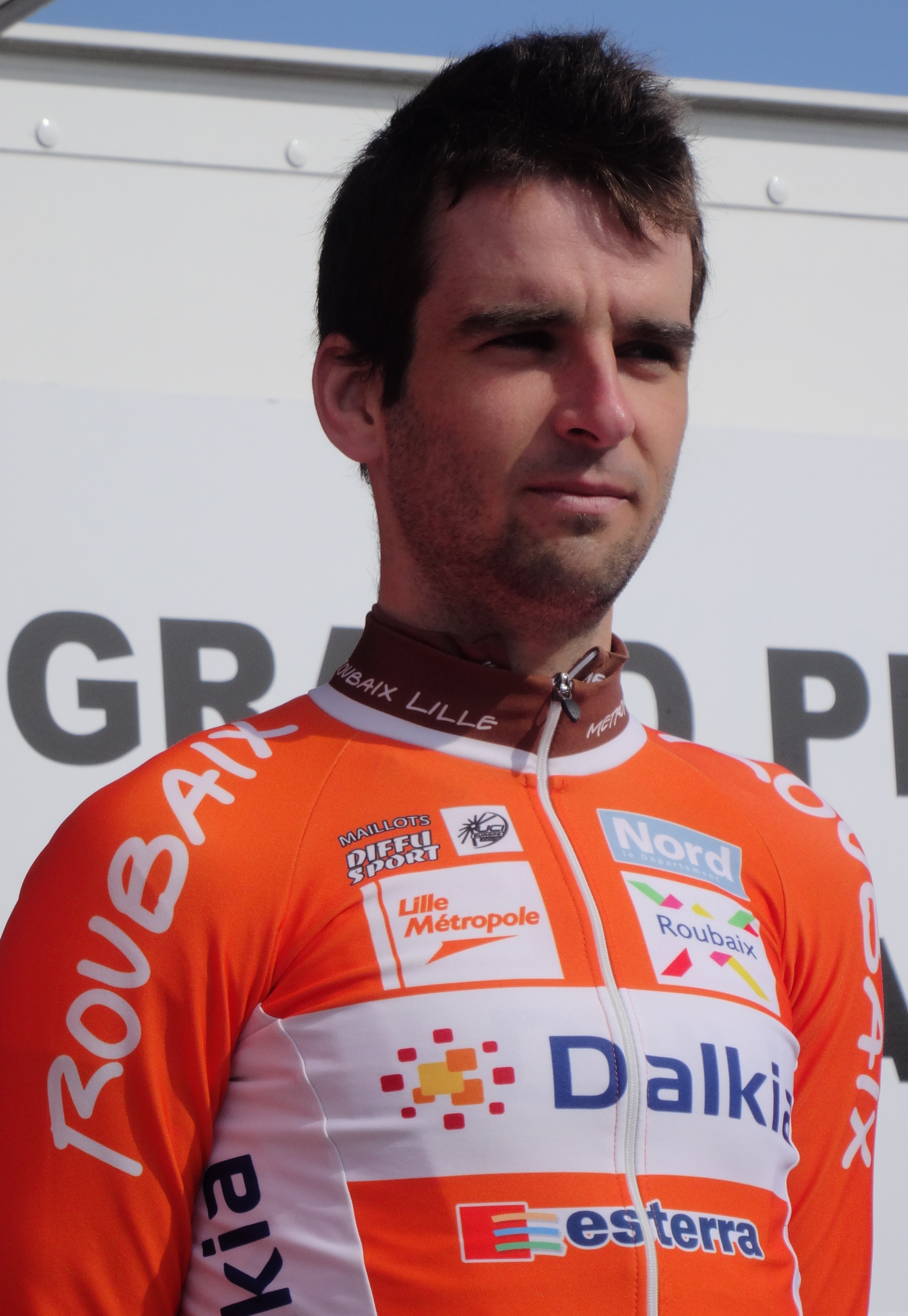
Baptiste Planckaert.
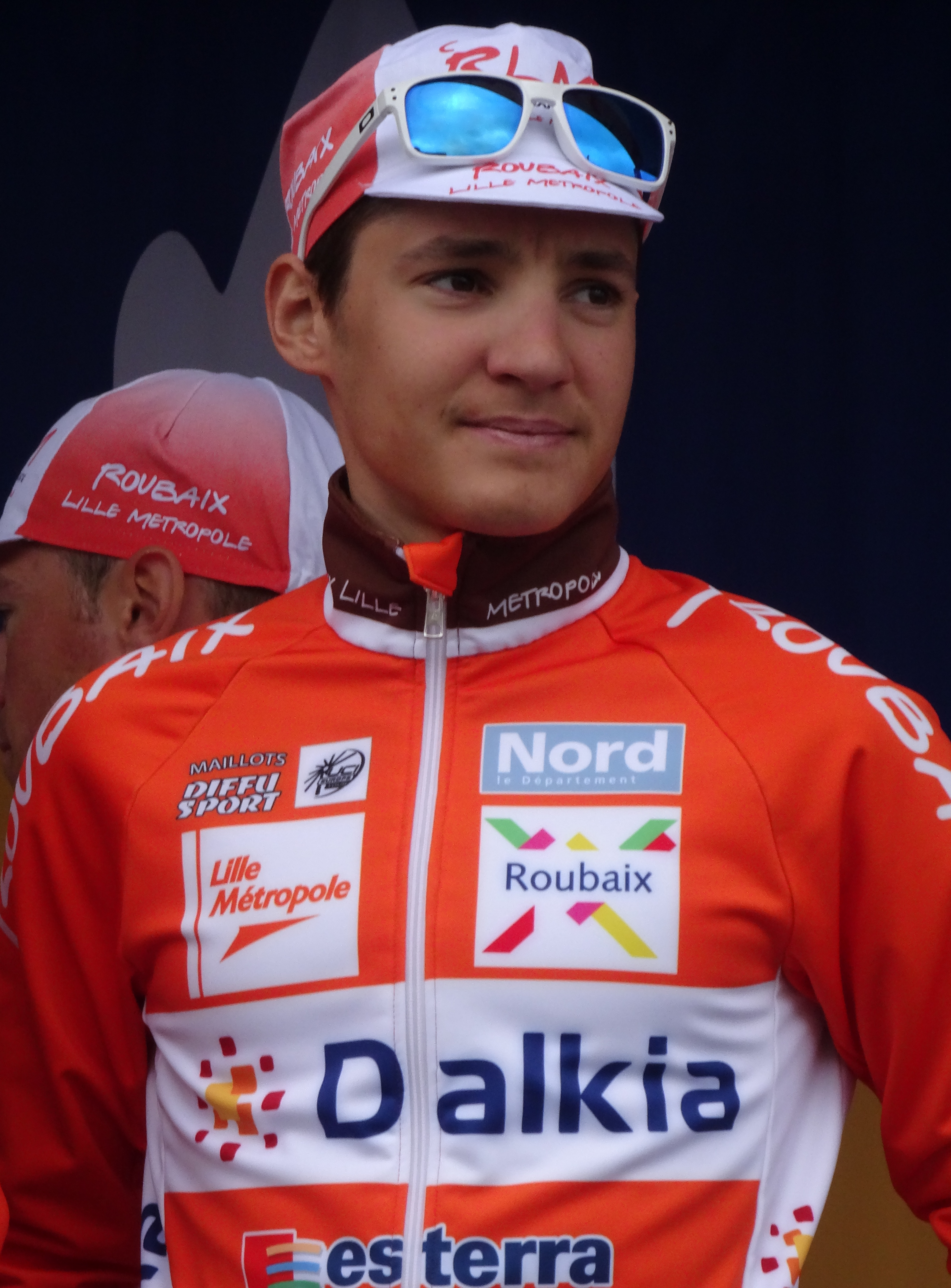
Jimmy Turgis.
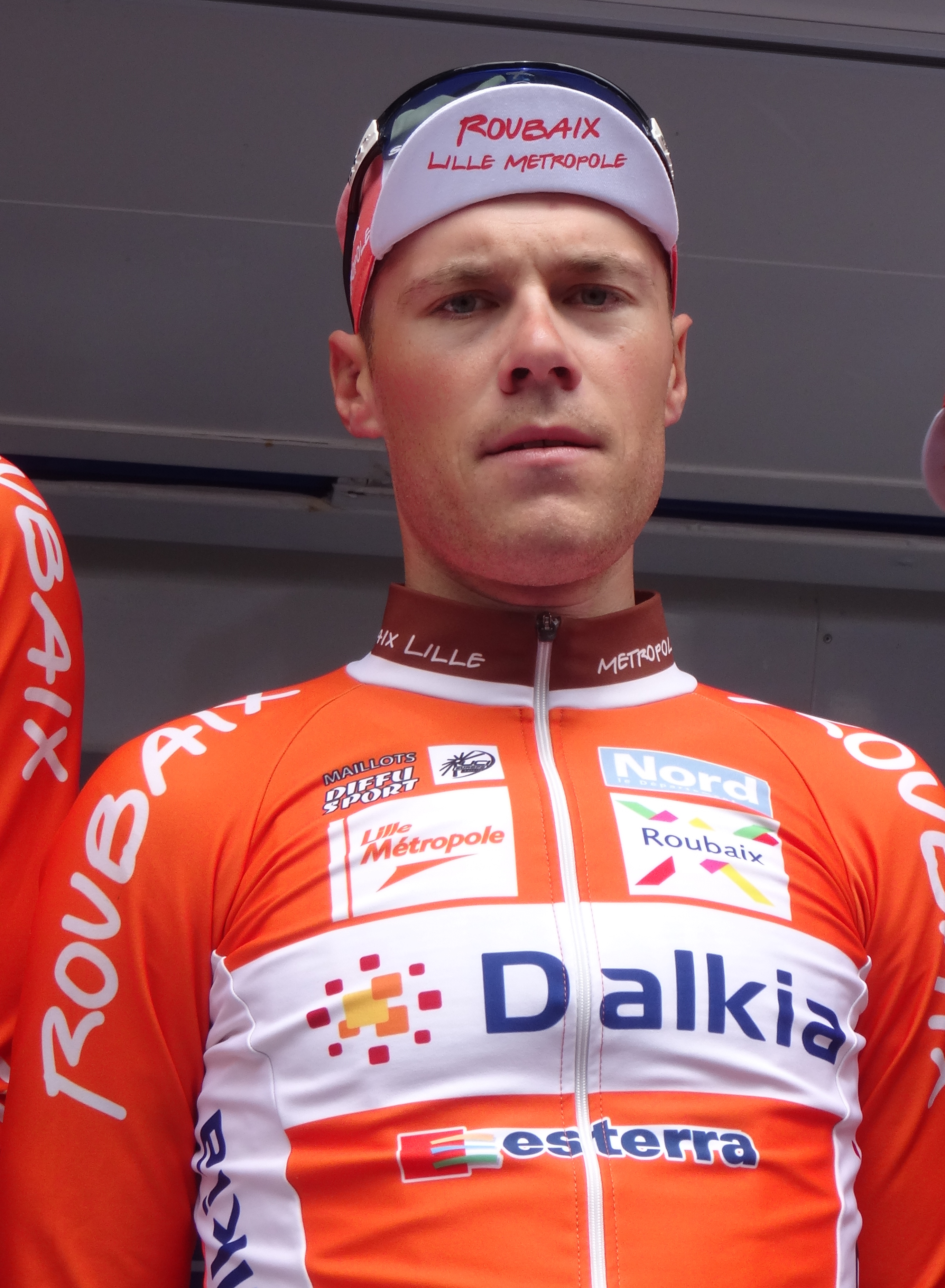
Maxime Vantomme.
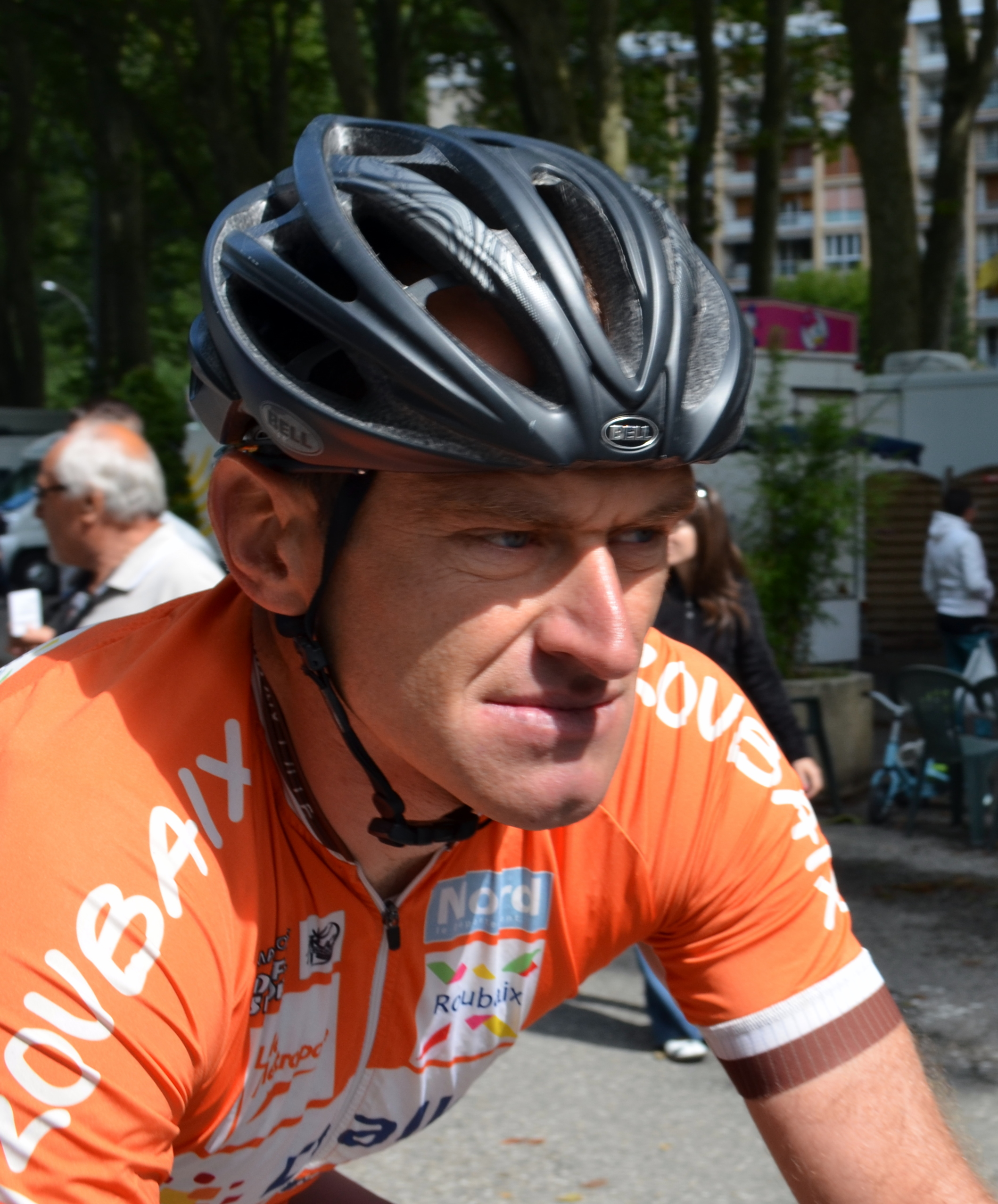
Franck Vermeulen.

## Bilan de la saison

### Victoires
| Date       | Course                                 | Pays     | Classe | Vainqueur               |
| ---------- | -------------------------------------- | -------- | ------ | ----------------------- |
| 05/03/2014 | Le Samyn                               | Belgique | 1.1    | Maxime Vantomme         |
| 23/05/2014 | 1re étape du Paris-Arras Tour          | France   | 2.2    | Roubaix Lille Métropole |
| 25/05/2014 | Classement général du Paris-Arras Tour | France   | 2.2    | Maxime Vantomme         |

### Classement UCI

#### UCI Europe Tour
L'équipe Roubaix Lille Métropole termine à la 16e place de l'Europe Tour avec 690 points. Ce total est obtenu par l'addition des points des huit meilleurs coureurs de l'équipe au classement individuel,.
| Rang | Coureur             | Points |
| ---- | ------------------- | ------ |
| 38   | Baptiste Planckaert | 196    |
| 52   | Maxime Vantomme     | 176    |
| 89   | Rudy Barbier        | 126    |
| 217  | Quentin Jauregui    | 63     |
| 237  | Julien Duval        | 57     |
| 351  | Rudy Kowalski       | 39     |
| 440  | Jimmy Turgis        | 28     |
| 925  | Timothy Dupont      | 5      |
| 934  | Romain Pillon       | 5      |